# مترو سيدني
مترو سيدني هو حالياً يتكون من خط مترو واحد بطول 36 كم و13 محطة يقع في سيدني. دخل الخدمة في 2019.